# Woman In Love
『Woman In Love』（ウーマン・イン・ラブ）は、JUJUの配信限定シングル。2019年10月10日に配信リリースされた。

## 解説
配信限定シングルとしては、2013年に発売された「星月夜」以来、約6年9か月振りとなり、シングルとしては、「ミライ」以来、約7か月振りとなった。

## 収録曲
1. Woman In Love
作詞：松尾潔/作曲：松尾潔、Jin Nakamura/石成正人、川口大輔、YOUR REQUEST TOUR musicians

## 収録アルバム
Woman In Love
- 『YOUR STORY』